# Pavetta micheliana
Pavetta micheliana är en måreväxtart som beskrevs av J.-g.Adam. Pavetta micheliana ingår i släktet Pavetta och familjen måreväxter. Inga underarter finns listade i Catalogue of Life.